# 雷以諴
雷以諴（1794年—1884年），原名鸣，字省之、又字作霖，号鹤皋、又号藿郊、春霆，别号水月主人。湖北咸寧（今咸宁市咸安区桂花镇）石城村大屋雷人。清朝政治人物，进士出身，善书法。

## 生平
道光元年（1821年）举人，道光三年（1823年）进士，授刑部主事。历官郎中、御史、给事中、侍读学士、奉天府丞。累官太常寺卿。咸丰间迁左副都御史。咸豐三年（1853年）太平軍攻佔南京，乃自请从军，以刑部侍郎帮办军务，与太平军相持于江北。雷以諴在揚州駐軍，鑑於“国帑空乏，军用不给”採納幕客錢江的建議，於仙女庙（今江苏江都）、邵伯等镇向商家籌集經費，此为清代所創厘金之始。幾年後擴至全國。
不久因與太平軍作战不力，于咸丰四年（1854年）被革职，后补江苏布政使。咸丰六年（1856年）9月揚州失陷後，充军新疆，赦归，授陕西按察使，迁布政使，再任光禄寺卿，署刑部右侍郎。同治元年（1862年）免职，任江汉书院山长。
有《大学解读》、《经传杂记》、《雨香书屋诗钞》二卷与《雨香書屋詩續鈔》四卷（同治五年（1866）江汉书院重刻；原名《藿郊诗存》，1852）等，纂《咸宁县志》十五卷首一卷，校补《盛京通志》四十八卷首一卷。为道光六年（1826年）丙戌科进士景星 (道光进士)的《佑启堂诗稿》作序。有诗《留别镇西厅许清贵司马》。

## 延伸阅读
[在维基数据编辑]
 《清史稿·卷422》，出自趙爾巽《清史稿》